# 巴约纳
巴约纳（西班牙語：Bayona）是西班牙加利西亚自治区蓬特韦德拉省的一个市镇。 总面积35平方公里，总人口10.931人（2001年），人口密度312人/平方公里。

## 友好城市
- 法國 波尔尼克